# 릭터 규모
릭터 규모(영어: Richter magnitude scale, (독일어 발음으로) 리히터 규모) 혹은 구텐베르크-릭터 규모(Gutenberg-Richter scale)는 지진의 규모를 측정하는 그 척도로 1935년 찰스 릭터가 자신의 논문에서 "규모 척도"(magnitude scale)라는 이름으로 처음으로 개발하였다. 릭터 규모는 이후 개량되면서 국지 규모(local magnitude scale), 간단하게 약어로 ML 혹은 ML이라고 부른다.
원래 릭터 규모는 여러 가지 단점 때문에 대부분의 지진 관련 기관은 현재 지진의 규모를 표기하는 데 모멘트 규모(Mw)와 같은 다른 유사한 지진 규모 척도를 사용하고 있지만, 수많은 뉴스 미디어 매체 등지에서는 여전히 다른 척도로 측정한 지진의 규모를 "릭터 규모"로 언급하고 있다. 모든 지진 규모는 최초로 만들어진 릭터 규모의 로그 스케일 방식을 그대로 따라가며, 다른 지진 규모도 6이 원래의 릭터 (국지적) 규모 6이 나오게 거의 일치하도록 보정한다. 지진마다 여러 차이점이 있기 때문에 릭터 규모가 로그 척도를 사용하는 이유는 규모를 인간적인 범위 내에서 쉽게 이해할 수 있기 위해 사용한다는 점을 이해해야 한다.

## 개발

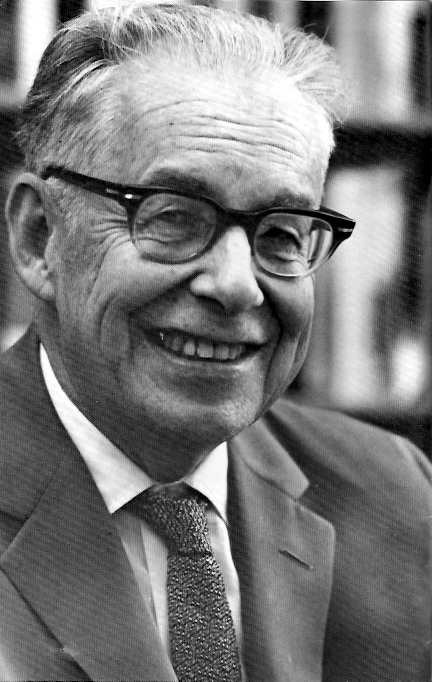
1970년의 찰스 릭터.

지진의 규모 척도가 개발되기 전에는 지진의 강한 정도나 그 "크기"를 측정하는 법은 지진의 진원 인근에서 관측한 진동의 강도를 로시-포렐 진도 계급과 같이 다양한 진도 계급으로 분류한 주관적인 평가로만 측정할 수 있었다. 여기서 지진의 '크기'란 지진의 영향을 받는 지역의 크기가 아닌 지진으로 방출된 에너지의 양을 의미하며, 에너지가 강한 지진은 지역의 지질학적 상황에 따라 다르지만 더 넓은 지역에 영향을 미친다. 1883년 존 밀네는 큰 지진의 흔들림이 지구상에서 감지할 수 있는 일종의 파동을 일으킬지도 모른다고 추정했고, 1899년 E. 폰 레부어 파슈피츠는 독일에서 당시 일본 제국 도쿄에서 일어난 지진의 지진파를 관측하였다. 1920년대 해리 O. 우드와 존 어거스트 앤더슨은 지진의 흔들림을 기록하는 최초의 실용적인 지진계인 우드-앤더슨 비틀림 지진계를 발명하였다. 우드는 캘리포니아 공과대학교와 카네기 과학연구기관의 후원으로 남부 캘리포니아를 가로지르는 지진계 측정망을 구축하였다. 또한 우드는 당시 젊은 새내기 연구자였던 찰스 릭터를 데려와 지진 발생 빈도를 측정하고 지진파를 발생시키는 지진의 진원들을 찾아냈다.
1931년 와다치 기요는 일본에서 발생한 여러 강진을 진앙에서 다양한 거리에서 관측된 흔들림의 진폭을 보여주고 어떻게 측정했는지를 발표하였다. 기요는 진앙과의 거리와 흔들림의 진폭을 로그 척도로 표시하였고, 추정되는 지진의 규모와 대략적인 상관관계를 보여주는 일련의 상관곡선을 발견하였다. 릭터는 이런 방법에서 나타난 여러 문제점을 해결하고 그의 동료였던 베노 구텐베르크가 수집한 지진 자료를 이용하여 역시 비슷한 곡선을 만들고 이 곡선을 통해 다른 지진의 서로 '상대적인' 크기를 비교하는 데 사용할 수 있다는 점을 깨달았다.
규모의 절대 측정값을 세우기 위한 실용적인 척도를 만들기 위해서는 추가적인 요소를 덧붙여야 했다. 우선 가능한 값의 범위를 넓히기 위해 릭터는 구텐베르크가 제안한 로그 척도를 사용했는데 여기서 각 단계는 천문학자들이 항성의 밝기를 측정하는 데 사용하는 겉보기등급과 비슷하게 규모 숫자가 1이 올라가면 그 크기가 10배 증가하는 식으로 개발하였다. 둘째로 릭터는 규모0의 크기가 인간이 알아챌 수 있는 가장 작은 한계치와 비슷하게 짜여지길 원했다. 셋째로 릭터는 우드-앤더슨 비틀림 지진계를 지진 규모를 측정하는 표준 지진계로 설정하였다. 릭터는 규모를 진앙에서 약 100 km(62 마일) 거리 떨어진 곳에서 측정한 "마이크로미터 단위의 최대 지진파 진폭의 로그"로 정의하였다. 릭터의 규모에 따르면 규모0의 지진은 우드-앤더슨 비틀림 지진계로 측정한 지진파의 최대 진폭이 1 마이크로미터(1 µm, 0.001 mm)일 때로 정의하였다. 마지막으로 릭터는 200 km 미만의 거리에서 지진파의 감쇠 정도가 특정 지역의 지질학적 구조와 특성에 강한 영향을 받는다는 것을 밝혀내고 거리에 따른 규모 보정표를 개발하였다.
1935년 릭터가 이러한 규모 척도를 처음으로 발표했을 땐 해리 우드의 제안에 따라 단순하게 그냥 "규모" 척도라고 불렀다. "릭터 규모"라는 말은 페리 바이얼리가 언론과의 인터뷰에서 척도는 릭터가 개발했으며 "그의 이름을 따라 불러야 한다"며 말한 것에서 유래되었다. 1956년 구텐베르크와 릭터는 여전히 그냥 '규모'라고만 불렀지만 둘이 개발한 또 다른 지진의 규모 척도인 표면파 규모(MS)와 실체파 규모(MB)와 구분하기 위하여 ML이라는 약자와 함께 "국지 규모"로도 언급하기 시작했다.

## 설명
릭터 규모는 1935년 "캘리포니아 남부에 있는 지구 지각과 맨틀의 감쇠 특성을 반영한" 특정 상황과 도구에서 정의된 규모 척도이다. 여기서 사용한 '특정 도구'는 일정 이상의 강한 지진일 경우 포화 현상이 발생해 더 높은 규모값을 사용할 수 없다는 문제점이 발생한다. 이 때문에 릭터 규모는 1979년 개발된 모멘트 규모(Mw)로 대체되었으나 릭터 규모로 적절하게 측정된 지진의 경우 릭터 규모와 모멘트 규모의 값은 거의 동일하다. 현대에 측정된 대부분의 지진은 모멘트 규모로 크기를 측정하지만, 릭터 규모가 무의미해지는 규모 6.5-7.0 이상의 지진에서도 언론 등지에서는 릭터 규모를 쓰지 않은 규모도 "릭터 규모"라는 단어로 표기하고 있다.
릭터 규모나 모멘트 규모는 지진으로 방출되는 에너지를 측정하는 척도이지만, 또 다른 척도인 수정 메르칼리 진도 계급과 같은 진도 계급은 지진계로만 감지할 수 있는 지진에서부터 재앙적인 피해를 부르는 지진까지 지진의 피해와 영향에 따라 분류하는 척도이다. 지진으로 방출한 에너지와 그 영향이 항상 같은 것은 아니다. 특히 국지적으로 지진의 진도는 지진의 규모 외에도 여러 요인에 따라 달라질 수 있는데 가장 중요한 요소 중 하나는 지반의 조건이다. 예를 들어 간척지같이 지반이 무른 흙이 두껍게 쌓인 층은 지진파를 증폭시킬 수 있으며 퇴적분지의 경우 지진파로 지반이 공명하여 더 오랫동안 흔들릴 수 있다. 예를 들어 1989년 로마프리타 지진 당시 지진의 피해가 제일 컸던 지역은 진원에서 100여 km가 떨어진 샌프란시스코 마리나구였다. 그 이유로는 샌프란시스코만 남쪽을 지나는 지진파가 샌프란시스코와 오클랜드를 지나는 지구 지각의 기반암에서 반사해서 증폭되었기 때문이었다. 이렇듯 지역의 지질 구조에 따라 지진파가 단층을 타서 넘어가거나 반사되는 등으로 넘어가면서 증폭되기 때문에 규모나 진원으로부터 거리에 진도가 완벽하게 선형관계를 가지는 것은 아니다.
릭터 규모는 각 지방과 지역의 지진관측소에서 대부분 규모의 지진을 관측할 때 사용하는 척도이다. 전 세계적으로 큰 규모의 지진인 경우에는 대부분 모멘트 규모나 일부 표면파 규모를 사용하기도 한다. 모멘트 규모를 제외하면 대부분의 규모 척도는 큰 지진에서 '포화 현상'을 보이는데, 이는 규모를 측정하는 데 기준으로 사용하는 지진파의 파장이 지진으로 파열되는 길이보다 더 짧은 지진파 파장(단주기 지진파)를 기준으로 측정하기 때문이다. 이러한 고주파, 즉 단주기 지진파는 전체 단층파열을 분석하기에는 매우 짧고 모자르다. 이 때문에 릭터 규모의 유효 최대 규모는 ML7 정도이며, 표면파 규모의 경우에는 MS8.5 정도까지가 최대 상한값이다.
지진 발생시 방출되는 에너지는 그것의 파괴력과도 밀접한 관계가 있는데, 이때 발생하는 진폭의 3⁄2 제곱만큼 커진다. 그래서 릭터 규모가 1.0 만큼 차이나게 되면, 방출되는 에너지는 {\displaystyle 31.6\left(=\left({10^{1.0}}\right)^{\frac {3}{2}}\right)} 배만큼 커지게 되고, 릭터 규모가 2.0 차이를 보이면 {\displaystyle 1000\left(=\left({10^{2.0}}\right)^{\frac {3}{2}}\right)} 배의 에너지가 방출된다는 뜻이다. 방출되는 에너지의 크기를 알아보기 편하게 31.6 대신 32로 반올림 표기하기도 한다.

## 릭터 규모

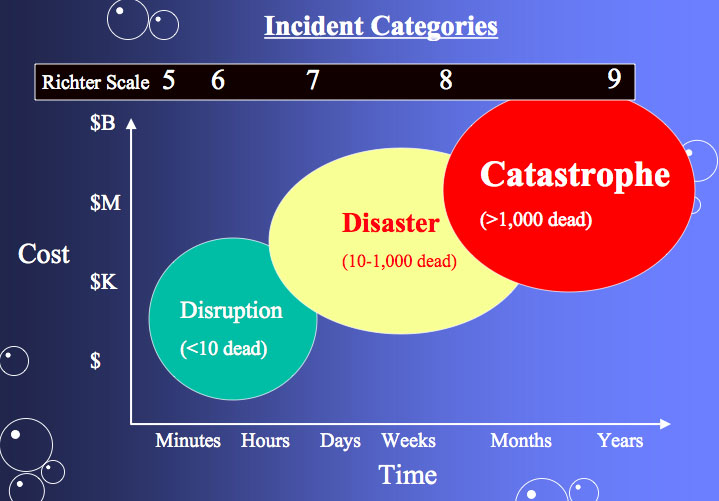
지진의 릭터 규모와 그에 따른 피해 강도 비교.

어떠한 지진의 릭터 규모는 지진계에 기록된 지진파의 파동의 진폭에 로그함수를 씌운 값으로 결정된다. 여기에 다양한 지진계와 지진의 진원지 사이 거리 변화를 보상하기 위해 여러 보정치가 추가된다. 릭터가 발명한 원래의 공식은 아래와 같다.
{\displaystyle M_{\mathrm {L} }=\log _{10}A-\log _{10}A_{\mathrm {0} }(\delta )=\log _{10}[A/A_{\mathrm {0} }(\delta )],\ }
여기서 A는 우드-앤더슨 지진계의 최대 진폭이며 실증함수 A0는 관측소와 진원 거리인 {\displaystyle \delta }에만 의존한다. 실제로 모든 지진계의 판독치는 각 지진계별로 보정치를 사용한 후 평균화하여 릭터 규모를 계산한다.
규모 M4.5 이상의 지진은 관측소가 지진의 암영대에 있지 않는 이상 전 세계 어디에서나 지진계로 관측할 수 있을 만큼 강력하다.
아래의 표는 진원지 바로 인근에서 발생한 다양한 규모의 지진이 끼치는 영향에 대해 설명하는 내용이다. 규모에 따른 피해정도는 일반적인 경우에 따른 설명으로 지진의 진도 외에도 진앙과의 거리, 진앙 아래 진원까지의 깊이, 진앙의 위치, 지질 조건에 따라 진도와 피해 영향이 달라지므로 주의해야 한다.
| 규모     | 설명       | 통상적인 최대 수정 메르칼리 진도 계급 | 지진의 영향 | 전지구적인 평균 발생 빈도 (추정) |
| -------- | ---------- | ------------------------------------- | --- | -------------------------------- |
| 1.0–1.9  | 미소지진   | I                                     | 미소지진으로 거의 느껴지지 않거나 극히 드물게 느낄 수 있다. 지진계로만 확실하게 기록할 수 있다. | 지속적/연간 수백만 회 이상       |
| 2.0–2.9  | 소지진     | I                                     | 일부 사람들이 느낄 수 있다. 건물에 피해를 주지 않는다. | 연간 1백만 회 이상               |
| 3.0–3.9  | 소지진     | II - III                              | 사람들이 대부분 지진을 느끼지만 피해는 거의 일어나지 않는다. 실내에 있는 물체가 흔들리는 것이 눈에 보일 수 있다. | 연간 약 십만 회                  |
| 4.0–4.9  | 경지진     | IV - V                                | 실내에 있는 물체가 눈에 띄게 흔들리며 덜컹거리는 소음을 낸다. 지진의 영향을 받는 지역 대부분의 사람들이 지진을 느낀다. 밖에서는 지진이 살짝 느껴진다. 지진 피해는 거의 없거나 매우 최소한만 일어난다. 눈에 띄는 피해는 거의 발생하지 않는다. 선반 위의 물건이 떨어지거나 쓰러질 수 있다.                              | 연간 10,000-15,000회             |
| 5.0–5.9  | 중지진     | VI - VII                              | 부실하게 시공된 건물에 여러 종류의 손상을 입을 수 있다. 제대로 설계된 건물에서는 피해가 없거나 약간의 피해만 발생한다. 모두가 지진을 느낀다. | 연간 1,000-1,500회               |
| 6.0–6.9  | 강지진     | VII - IX                              | 인구 밀집 지역에서 잘 설계된 구조물이 어느 정도의 손상을 입을 수 있다. 내진설계가 되어 있는 건물은 약간의 손상을 입는다. 부실하게 설계된 건물은 심각한 손상이 일어날 수도 있다. 진앙에서 수백 km 떨어진 먼 지역에서도 광범위하게 지진을 느낄 수 있다. 진앙지에서는 강한 흔들림에서 매우 격렬한 흔들림을 느낄 수 있다. | 연간 100-150회                   |
| 7.0–7.9  | 거대지진   | VIII 이상                             | 대부분의 건물에 손상을 입히며, 일부는 부분적으로 혹은 완전히 붕괴되거나 심각한 구조적인 손상을 입을 수도 있다. 잘 설계된 건축물도 큰 손상을 입을 가능성이 있다. 진앙에서 대략 250 km 떨어진 먼 거리에서도 큰 피해를 입을 수 있으며 광범위한 지역에서 지진을 느낄 수 있다.                                             | 연간 10-20회                     |
| 8.0–8.9  | 초거대지진 | VIII 이상                             | 건물이 파괴될 정도로 큰 구조적인 피해를 입는다. 견고하거나 내진설계가 되어 있는 건물도 큰 손상을 입을 수 있다. 광범위한 지역에서 지진의 피해를 입을 수 있다. | 연간 1번 정도                    |
| 9.0 이상 | 초거대지진 | VIII 이상                             | 특정 지역이 거의 완전하게 파괴되며, 모든 건물이 붕괴되거나 큰 피해를 입는다. 매우 먼 지역에서도 큰 피해를 입고 흔들림이 느껴진다. 지상의 지형이 영구적으로 변형된다. | 10년에서 50년에 1번 정도         |

매년 전 세계에서 수백만 회의 작은 지진이 발생하는데, 이는 한 시간마다 수백 회의 지진이 일어나는 정도와 비슷한 빈도이다. 하지만 규모 9가 넘는 초거대지진의 경우 평균적으로 1년에 1회 일어날까 말까 할 정도로 매우 적은 빈도로 발생한다. 인류 역사상 기록된 가장 큰 규모의 지진은 1960년 5월 22일 칠레에서 일어난  모멘트 규모 Mw9.5의 1960년 발디비아 지진이다.
지진학자인 수잔 호프는 규모 10의 지진이 지구의 지각에서 발생할 수 있는 대략적인 상한값으로, 알려진 가장 큰 연속적인 단층대인 아메리카의 태평양 연안 지역을 따라 전부 단층이 움직일 경우 이 정도 규모라고 주장했다. 일본 도호쿠 대학의 연구에서는 일본 해구에서 쿠릴-캄차카 해구까지 총 3,000 km 길이의 단층이 단번에 60 m 정도 단층 파괴될 경우 규모 10의 지진이 발생할 수 있다고 발표했다. 이러한 지진은 땅이 흔들리는 동안 해안에 쓰나미가 덮치는 등 최대 1시간 동안 지면이 흔들릴 것이며 이런 종류의 지진은 만약 발생한다면 대략 1만년에 1번 꼴로 발생하는 지진일 것으로 추정된다.

## 규모 계산 경험식
아래의 릭터 규모 경험식은 릭터가 처음 세웠던 릭터 표준 지진({\displaystyle M_{\mathrm {L} }=0}, {\displaystyle A=0.001\mathrm {mm} }, {\displaystyle D=100\mathrm {km} })에 기반한 보정표를 이용해 세운 릭터 규모 공식을 타 지역에서도 비슷한 값이 나오도록 보정한 식이다. 아래의 식에서 {\displaystyle \textstyle \Delta }는 진앙 중심과 지진계와의 거리이다.
- 릴리의 경험식은 아래와 같다.

{\displaystyle M_{\mathrm {L} }=\log _{10}A-2.48+2.76\log _{10}\Delta }
여기서 {\displaystyle A}는 0.8 Hz의 P파 지진파의 마이크로미터 단위 진폭이다.
- 라흐르(1980년)의 경험식은 아래와 같다.[47]

거리 {\displaystyle D}가 200 km 이하인 경우
{\displaystyle M_{\mathrm {L} }=\log _{10}A+1.6\log _{10}D-0.15}
거리가 200 km에서 600 km 사이인 경우
{\displaystyle M_{\mathrm {L} }=\log _{10}A+3.0\log _{10}D-3.38}
여기서 {\displaystyle A}는 지진계의 신호 진폭(mm)이며, {\displaystyle D}는 km 단위의 진앙과 지진계와의 거리이다.
- 비스트리처니(1958년)은 진원 중심 거리가 4˚에서 160˚ 사이에 접한 경우 경험식을 아래와 같이 제시했다.[48]

{\displaystyle M_{\mathrm {L} }=2.92+2.25\log _{10}(\tau )-0.001\Delta ^{\circ }}
여기서 {\displaystyle \tau }는 표면파의 지속 시간 (초)이며, {\displaystyle \Delta }는 각도이다. 이 공식으로 측정할 경우 "국지 규모" ML은 거의 대부분 M5에서 M8 사이로 계산된다.
- 쓰무라의 경험식은 아래와 같다.[48]

{\displaystyle M_{\mathrm {L} }=-2.53+2.85\log _{10}(F-P)+0.0014\Delta ^{\circ }}
여기서 {\displaystyle F-P}는 총 진동 지속 시간(초)이다. 이 공식으로 측정할 경우 국지 규모 ML은은 주로 M3에서 M5 사이로 계산된다.
- 도쿄 대학의 쓰보이 교수가 제시한 경험식은 아래와 같다.

{\displaystyle M_{\mathrm {L} }=\log _{10}A+1.73\log _{10}\Delta -0.83}
여기서 {\displaystyle A}는 지진계의 마이크로미터 단위 최대 진폭이다.

## 같이 보기
- 모멘트 규모
- 지진 규모
- 진도 (지진)

## 참고 문헌
- Bolt, B. A. (1993), 《Earthquakes and geological discovery》, Scientific American Library, ISBN 0-7167-5040-6.

- Boore, D. M. (September 1989), “The Richter scale: its development and use for determining earthquake source parameter” (PDF), 《Tectonophysics》 166 (1–3): 1–14, doi:10.1016/0040-1951(89)90200-x

- Bormann, P.; Wendt, S.; Di Giacomo, D. (2013), 〈Chapter 3: Seismic Sources and Source Parameters〉,   Bormann, 《New Manual of Seismological Observatory Practice 2 (NMSOP-2)》, doi:10.2312/GFZ.NMSOP-2_ch3, 2019년 8월 4일에 원본 문서 (PDF)에서 보존된 문서, 2022년 9월 7일에 확인함.

- Chung, D. H.; Bernreuter, D. L. (1980), 《Regional Relationships Among Earthquake Magnitude Scales.》, NUREG/CR-1457.

- Gutenberg, B.; Richter, C. F. (1936년 2월 21일), “Discussion: Magnitude and energy of earthquakes”, 《Science》 83 (2147): 183–185, Bibcode:1936Sci....83..183G, doi:10.1126/science.83.2147.183, PMID 17770563.

- Gutenberg, B.; Richter, C. F. (1956b), “Earthquake magnitude, intensity, energy, and acceleration (Second Paper)”, 《Bulletin of the Seismological Society of America》 46 (2): 105–145.

- Hough, S. E. (2007), 《Richter's scale: measure of an earthquake, measure of a man》, Princeton University Press, ISBN 978-0-691-12807-8.

- Hutton, L. K.; Boore, David M. (December 1987), “The ML scale in Southern California” (PDF), 《Nature》 271: 411–414, Bibcode:1978Natur.271..411K, doi:10.1038/271411a0.

- Kanamori, Hiroo (1978년 2월 2일), “Quantification of Earthquakes” (PDF), 《Nature》 271 (5644): 411–414, Bibcode:1978Natur.271..411K, doi:10.1038/271411a0.

- Kanamori, H. (April 1983), “Magnitude Scale and Quantification of Earthquake” (PDF), 《Tectonophysics》 93 (3–4): 185–199, Bibcode:1983Tectp..93..185K, doi:10.1016/0040-1951(83)90273-1.

- Richter, C. F. (January 1935), “An Instrumental Earthquake Magnitude Scale” (PDF), 《Bulletin of the Seismological Society of America》 25 (1): 1–32, 2018년 7월 10일에 원본 문서 (PDF)에서 보존된 문서, 2022년 9월 6일에 확인함.